# Dermea
Dermea Fr. – rodzaj workowców z klasy Leotiomycetes.

## Systematyka i nazewnictwo
Pozycja w klasyfikacji według Index Fungorum: Dermateaceae, Helotiales, Leotiomycetidae, Leotiomycetes, Pezizomycotina, Ascomycota, Fungi.
Synonimy: Bulgariastrum Syd. & P. Syd., Cenangella Sacc., Dermatea Fr.
Rodzaje Dermea i Dermatea są w Index Fungforum traktowane jako synonimy, dla gatunków zachowano jednak odrębne nazwy.

## Gatunki  występujące w Polsce
- Dermatea padi (Alb. & Schwein.) Fr. 1849
- Dermatea prunastri (Pers.) Fr. 1849
- Dermea ariae (Pers.) Tul. & C. Tul. ex P. Karst. 1871
- Dermea cerasi (Pers.) Fr. 1825
- Dermea tulasnei J.W. Groves 1946

Nazwy naukowe oraz wykaz gatunków na podstawie Index Fungorum.